# Reza Jazdani
Reza Jazdani, pers. رضا یزدانی  (ur. 25 sierpnia 1984) – irański zapaśnik, dwukrotny mistrz świata.
Trzykrotny olimpijczyk. Zajął jedenaste miejsce w Pekinie 2008 w wadze 86 kg; piąte w Londynie 2012 w kategorii wagowej do 96 kg i siódme w Rio de Janeiro 2016 w wadze 97 kg.
Mistrz świata w 2011 roku ze Stambułu i 2013 z Budapesztu. Jest trzykrotnym mistrzem igrzysk azjatyckich - (2006, 2010, 2014) i mistrzem Azji w 2010, 2016 i 2019 roku.
Pierwszy w Pucharze Świata w 2014 i 2015; drugi w 2009 i 2010; trzeci w 2006, 2007 i 2012; szósty w 2011 roku.